# Douglas Emerson
Douglas Emerson (Los Angeles County, 5 oktober 1974) is een Amerikaans acteur.
Hij werd voornamelijk bekend door zijn rol van Scott Scanlon in Beverly Hills 90210. Die rol vervulde hij maar 1 jaar,
in het 2de seizoen van Beverly Hills 90210 doodde hij zichzelf met zijn vaders pistool in de aflevering The Next Fifty Years.
Voor Beverly Hills 90210 was Emerson nog wel te zien in andere producties.
Na Beverly Hills 90210 verdween hij in de anonimiteit en is er nu weinig meer van hem bekend in het acteer vak.
Douglas is sinds 1996 getrouwd met Emily Barth. Samen hebben ze 2 dochters: Hayley (geboren in 1996) en Hannah (geboren in 1999).

## Filmografie
- Beverly Hills, 90210 (1990-1991)
- Blossom (1991)
- Good Old Boy: A Delta Boyhood (1988)
- The Blob (1988)
- The Wonder Years (1988)
- Dolly (1987)
- Million Dollar Mystery (1987)
- Body Slam (1987)
- Night Court Ernie (1986)
- Small Wonder (1986)
- The Leftovers (1986)
- Trapper John, M.D. (1986)
- The New Twilight Zone (1986)
- Something in Common (1986)
- Malice in Wonderland (1985)
- Alfred Hitchcock Presents (1985)
- Wildside (1985)
- Highway to Heaven (1984)
- Herbie, the Love Bug (1982)